# Brevibarbis waterstoni
Brevibarbis waterstoni is een insect uit de familie van de vlinderhaften (Ascalaphidae), die tot de orde netvleugeligen (Neuroptera) behoort. 
Brevibarbis waterstoni is voor het eerst wetenschappelijk beschreven door Tjeder & Hansson in 1992.